# Antonijs Urbšs
Antonijs Urbšs (* 29. November 1879 in Pandélys, Litauen; † 11. August 1965 im Kloster Montserrat, Spanien;) war ein römisch-katholischer Geistlicher und Bischof des Bistums Liepāja in Lettland.

## Leben
Antonijs Urbšs empfing am 22. März 1903 durch den Erzbischof von Mohilev Bolesław Hieronim Kłopotowski das Sakrament der Priesterweihe.
Am 29. April 1938 ernannte Papst Pius XI. ihn zum Bischof von Liepāja. Die Bischofsweihe spendete ihm Erzbischof Antonino Arata unter Assistenz der Bischöfe Jāzeps Rancans und Boļeslavs Sloskāns. Nachdem sowjetische Truppen 1940 Lettland besetzt hatten, wurde Bischof Urbšs von den Sowjets drangsaliert, nach dem Einmarsch deutscher Truppen 1941 von den Deutschen. Nach der erneuten Besetzung Lettlands durch die Rote Armee 1944 musste er, ebenso wie seine Mitbischöfe Jāzeps Rancāns und Boļeslavs Sloskāns, ins Exil gehen. Zunächst fand er Aufnahme in Deutschland. Ab 1949 lebte er zumeist im Kloster Montserrat.
Als Konzilsvater nahm Antonijs Urbšs an den ersten beiden Sitzungen des Zweiten Vatikanischen Konzils teil.